# 바이스 간다
바이스 간다(Vice Ganda, 1976년 3월 31일 ~ )는 필리핀의 텔레비전 진행자, 가수, 배우이다.